# Neurophyseta mesophaealis
Neurophyseta mesophaealis là một loài bướm đêm trong họ Crambidae.